# Personalverwaltung
Die Personalverwaltung ist in Unternehmen, Behörden und sonstigen Personenvereinigungen eine Funktion und Stelle, die mit der Verwaltung des Personals betraut ist und als Stabsstelle auch Gestaltungsaufgaben wahrnimmt. Sie wird oft von der Organisationseinheit Personalabteilung wahrgenommen. 

## Allgemeines
In Großunternehmen und Behörden lohnt sich für das Personal innerhalb der Aufbauorganisation die Einrichtung einer Organisationseinheit (Abteilung oder Referat), die sich ausschließlich mit Personalfragen (von der Personalbeschaffung über die Personalbetreuung bis hin zur Entlassung) befasst. Insbesondere der Personalbereich zeichnet sich durch Verwaltungsaktivitäten aus. Der Personalbereich gehört zu der betrieblichen Funktion der Verwaltung. Mit Hilfe eines computergestützten Personalmanagements lassen sich wesentliche Vereinfachungen realisieren. 

## Aufgaben
Als Hauptaufgaben der Personalverwaltung sind folgende Tätigkeiten zu unterscheiden:
Beschaffungsbezogene Aufgaben
- Aushang von innerbetrieblichen Stellenausschreibungen,
- Entgegennahme von Bewerbungsunterlagen,
- Weiterleitung von Bewerbungsunterlagen.

Einsatzbezogene Aufgaben
- Abwicklung der Einstellung neuer Mitarbeiter,
- Terminierung der Einarbeitung,
- Abwicklung von Mehrarbeit,
- Expatriate Management.

Entlohnungsbezogene Aufgaben
- Ermittlung von Arbeitsentgelten,
- Ermittlung von Nettoentgelten,
- Vornahme der Lohnsteueranmeldung.

Betreuungsbezogene Aufgaben
- Abwicklung von Informationen,
- Abwicklung der Kommunikation,
- Abwicklung des Arbeitsschutzes.

Entwicklungsbezogene Aufgaben
- Sammlung von Fortbildungsangeboten,
- Abwicklung von Umschulungen,
- Abrechnung von Fortbildungsaktivitäten.

Freistellungsbezogene Aufgaben
- Abwicklung von Kurzarbeit,
- Abwicklung von Versetzungen,
- Abwicklung von Kündigungen.

## Einzelaufgaben
Zu den Einzelaufgaben der Personalverwaltung gehören unter anderem:
- Anlegen und Führen von Personalakten[3]
- Tätigkeiten bei der Einstellung und Einführung neuer Mitarbeiter sowie beim Ausscheiden von Mitarbeitern,
- Bearbeitung von Arbeits-, Urlaubs- und Fehlzeiten der Mitarbeiter,
- Personaldatenverwaltung und Personaldatenschutz,
- Entgeltabrechnung,
- Sozialverwaltung,
- Personalstatistik
- Berechnung und Zahlung der Ausgleichsabgabe

Die Personalverwaltung ist aufgrund der Anforderungen und Wünsche der Mitarbeiter bzw. aus gesetzlichen bzw. vertraglichen Veranlassungen erforderlich. Die Tätigkeiten der Personalverwaltung lassen sich funktional in vier Bereiche unterteilen:
- Analytische Tätigkeiten: z. B. Klärung persönlicher Sachverhalte zur Entscheidungsvorbereitung,
- Informatorische Tätigkeiten: Bereitstellung von Informationen durch Speicherung, Aufbereitung und Auswertung,
- Überwachende Tätigkeiten: Einhaltung von Terminen und arbeitsrechtlichen Vorschriften,
- Verfahrenstechnische Tätigkeiten: Vorbereitung und Abwicklung von Einstellungen, Versetzungen usw.